# 关集镇
关集镇，是中华人民共和国安徽省阜阳市太和县下辖的一个乡镇级行政单位。

## 行政区划
关集镇下辖以下地区：
关集村、胡寨集村、茨东村、中高村、王寨集村、唐路村、陈桥村、梁庄村、闫庙集村和谷河北村。